# كازويوشي كاتاياما
كازويوشي كاتاياما (باليابانية: 片山一良؛ بالكانا: かたやま かずよし) هو مخرج ياباني، ولد في 28 أغسطس 1959 في كيوتو في اليابان.

## وصلات خارجية
- كازويوشي كاتاياما على موقع IMDb (الإنجليزية)
- كازويوشي كاتاياما على موقع ألو سيني (الفرنسية)
- كازويوشي كاتاياما على موقع أول موفي (الإنجليزية)
- كازويوشي كاتاياما على موقع قاعدة بيانات الأفلام السويدية (السويدية)
- كازويوشي كاتاياما على موقع قاعدة بيانات الفيلم (الإنجليزية)
- كازويوشي كاتاياما على موقع كينوبويسك (الروسية)
- كازويوشي كاتاياما على موقع ANN person (الإنجليزية)